# Innenstadt IV
Innenstadt IV, Frankfurt-Innenstadt IV – 4. okręg administracyjny (Ortsbezirk) we Frankfurcie nad Menem, w kraju związkowym Hesja, w Niemczech. Liczy 56 500 mieszkańców (31 grudnia 2013) i ma powierzchnię 9,21 km². 

## Dzielnice
W skład okręgu wchodzą dwie dzielnice (Stadtteil): 
1. Bornheim
2. Ostend